# Georg Zappert
Georg Zappert, ungarisch György Zappert, (* 7. Dezember 1806 in Óbuda; † 23. November 1859 in Wien) war ein ungarisch-österreichischer Historiker und Mediävist.

## Leben
Als Sohn wohlhabender Eltern jüdischer Herkunft besuchte Zappert das Gymnasium in Pesth und studierte nach der Matura an der Universität Wien zunächst Medizin. Nach der Konversion zur katholischen Kirche 1829 folgte der Studienwechsel zur Katholischen Theologie. Durch Krankheit und Behinderung (einsetzende Taubheit) gezwungen, musste er dieses Studium im zweiten Jahr aufgeben. Danach zog er sich vom akademischen Betrieb und Studium zurück und widmete sich als Privatgelehrter seinem Interessensgebiet der Erforschung des Mittelalters (Mediävistik).
Er veröffentlichte ein heute als Fälschung geltendes „Althochdeutsches Schlummerlied“.
Die Wiener Akademie der Wissenschaften wählte Zappert am 28. Juli 1851 zum korrespondierenden Mitglied.

## Veröffentlichungen (Auswahl)
- Gravure de bois du XII siècle. Wien 1837 ff.
- Vita Beati Petri Acotanti. Wien 1839 (Digitalisat).
- Über Antiquitätenfunde im Mittelalter. In: Sitzungsberichte der Akademie der Wissenschaften in Wien, Philosophisch-Historische Klasse 1850, S. 753–799.
- Über sogenannte Verbrüderungsbücher in Nekrologien im Mittelalter. In: Sitzungsberichte der Kaiserlichen Akademie der Wissenschaften 10, 12, 1853, S. 417–463  und 11, 1, 1854, S. 5–43.
- Epiphania. Ein Beitrag zur Christlichen Kunstarchäologie. In: Sitzungsberichte der Akademie der Wissenschaften in Wien, Philosophisch-Historische Klasse 1856, S. 291–372.
- Über Badewesen in mittelalterlicher und späterer Zeit. In: Archiv für österreichische Geschichte 1859, S. 3–166.
- Über ein für den Jugendunterricht des Kaisers Max I. abgefasstes Lateinisches Gesprächsbüchlein. In: Sitzungsberichte der Akademie der Wissenschaften in Wien, Philosophisch-Historische Klasse 28, 2, 1858, S. 193–280,
- Über ein althochdeutsches Schlummerlied. Wien 1859 (Digitalisat).